# Féminisme en Italie

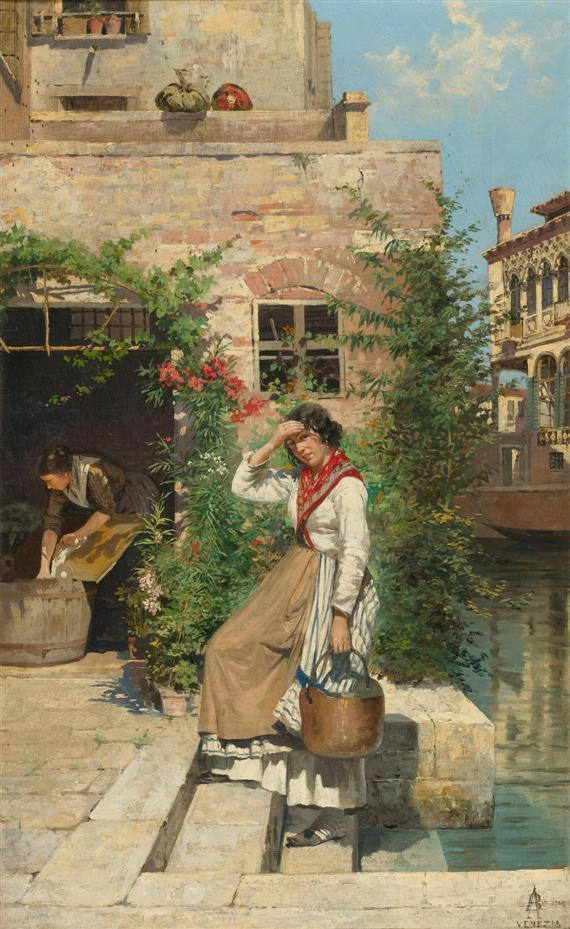
Blanchisseuse au bord d’un canal vénitien, par Antonietta Brandeis.

Le féminisme en Italie naît pendant la période de la Renaissance italienne, à partir de la fin du XIIIe siècle. Des écrivaines italiennes comme Christine de Pizan, Moderata Fonte, ou encore Lucrezia Marinella, développent les idées théoriques à l'origine de l’égalité des sexes. Contrairement aux mouvements féministes présents en France et au Royaume-Uni qui visent à l’intégration totale des femmes dans la société (par exemple avec le droit de vote), les premières défenseuses des droits des femmes en Italie insistent surtout sur l’importance du droit à l’éducation et de l’amélioration des conditions sociales des femmes.
Le féminisme italien subit un revers sous le gouvernement fasciste de Benito Mussolini dans la première moitié du XXe siècle, dont l’idéologie définit la procréation comme étant le devoir principal de la femme. Pendant la période d’après-guerre, les mouvements féministes grandissent, portés par un fort militantisme public sur les questions telles que le divorce et l’avortement dans les années 1970.
Le féminisme italien  a pris de l’ampleur ces dernières années, en particulier pendant l'administration de l’ex-président du Conseil des ministres d'Italie Silvio Berlusconi,  en se focalisant dans la lutte contre l’objectification des femmes dans les programmes de la télévision nationale et dans la politique.

## Histoire

### La Renaissance et les premières féministes
Les penseurs de la Renaissance ont régulièrement défié les idées reçues du Moyen Âge et des temps plus anciens. L’humanisme devient une nouvelle façon de voir la politique, les sciences, les arts, l’éducation, et d’autres domaines de la connaissance. Il met de côté le concept chrétien médiéval d’un ordre social hiérarchique qui place les citoyens ordinaires dans une position servile par rapport aux membres du clergé. L’homme universel de la Renaissance devient bientôt l’idéal à imiter.
Alors que les hommes de la Renaissance sont pour la plupart enclins à l’antiféminisme, un petit nombre de femmes instruites ont la motivation nécessaire pour contester l’hypothèse selon laquelle les femmes devraient être soumises aux hommes. Dans son livre La Cité des dames de 1404, Christine de Pizan décrit le genre féminin comme n’ayant aucune infériorité innée par rapport aux hommes : « ni la hauteur ni l’humilité d’une personne ne se trouvent dans le corps en fonction du sexe, mais dans la perfection de la conduite et des vertus ». Elle atténue cependant cette affirmation en écrivant également que les hommes auraient été créés pour gouverner et les femmes pour les suivre.
L’Italie de la Renaissance voit le développement de l’enseignement supérieur, notamment la création de plusieurs universités, dans lesquelles les femmes ne sont pas admises. Celles qui en ont les moyens ont la possibilité de suivre leur propre formation, d’autres ont un père qui les autorise à être éduquées par un tuteur. Les rares hommes de la Renaissance qui soutiennent l’éducation des femmes y voient un moyen d’améliorer leurs vertus et de les rendre plus obéissantes envers leur maris. L’instruction orientée vers la fabrication des vêtements est vue comme une perte de temps pour les femmes.
Certaines femmes notables ont cependant pu laisser leur trace à la Renaissance. En dehors des couvents, où elles avaient été confinées tout au long de l’ère médiévale, des femmes instruites commencent à émerger dans l’arène intellectuelle séculière. À partir de la Renaissance et jusqu’au début de l’ère moderne apparaissent des salons littéraires, où hommes et femmes intellectuels se rencontrent et discutent littérature, politique, et autres sujets. À partir du XVIe siècle et au début du XVIIe siècle, les écrivaines s’intègrent à la culture de leurs contemporains et sont acceptées comme partenaires égaux dans ces salons familiaux. À la fin de la Renaissance, les Italiennes instruites écrivent « dans tous les genres immaginables, de la correspondance privée à la poésie, aux dialogues, et même à la théologie. »

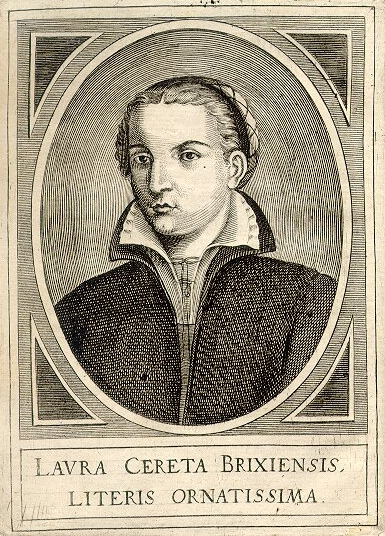
Laura Cereta (1469-1499), féministe et humaniste.
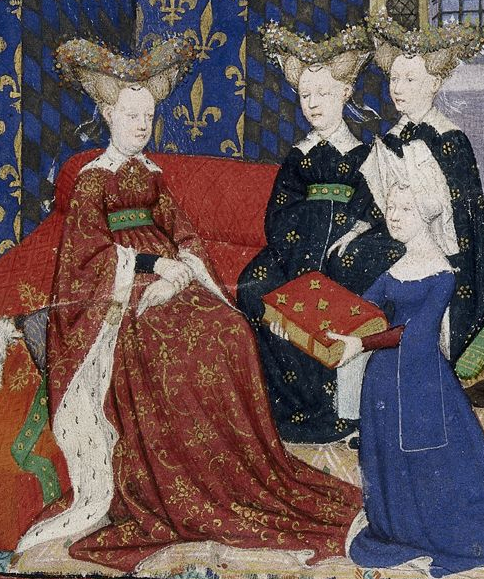
Christine de Pizan avec Isabelle de Bavière, reine de France.
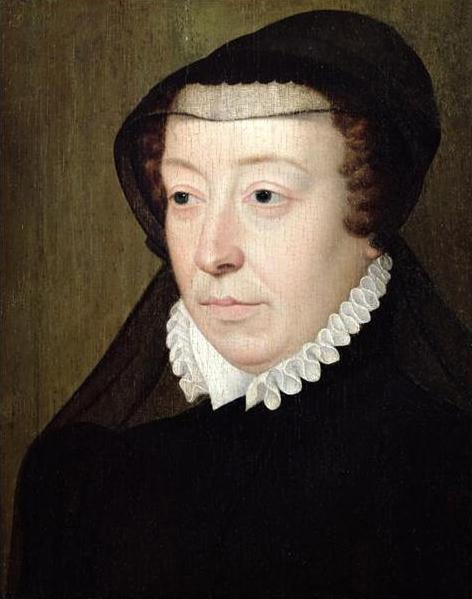
Catherine de Médicis, reine française d’origine italienne du XVIe siècle, figure importante de la politique européenne.
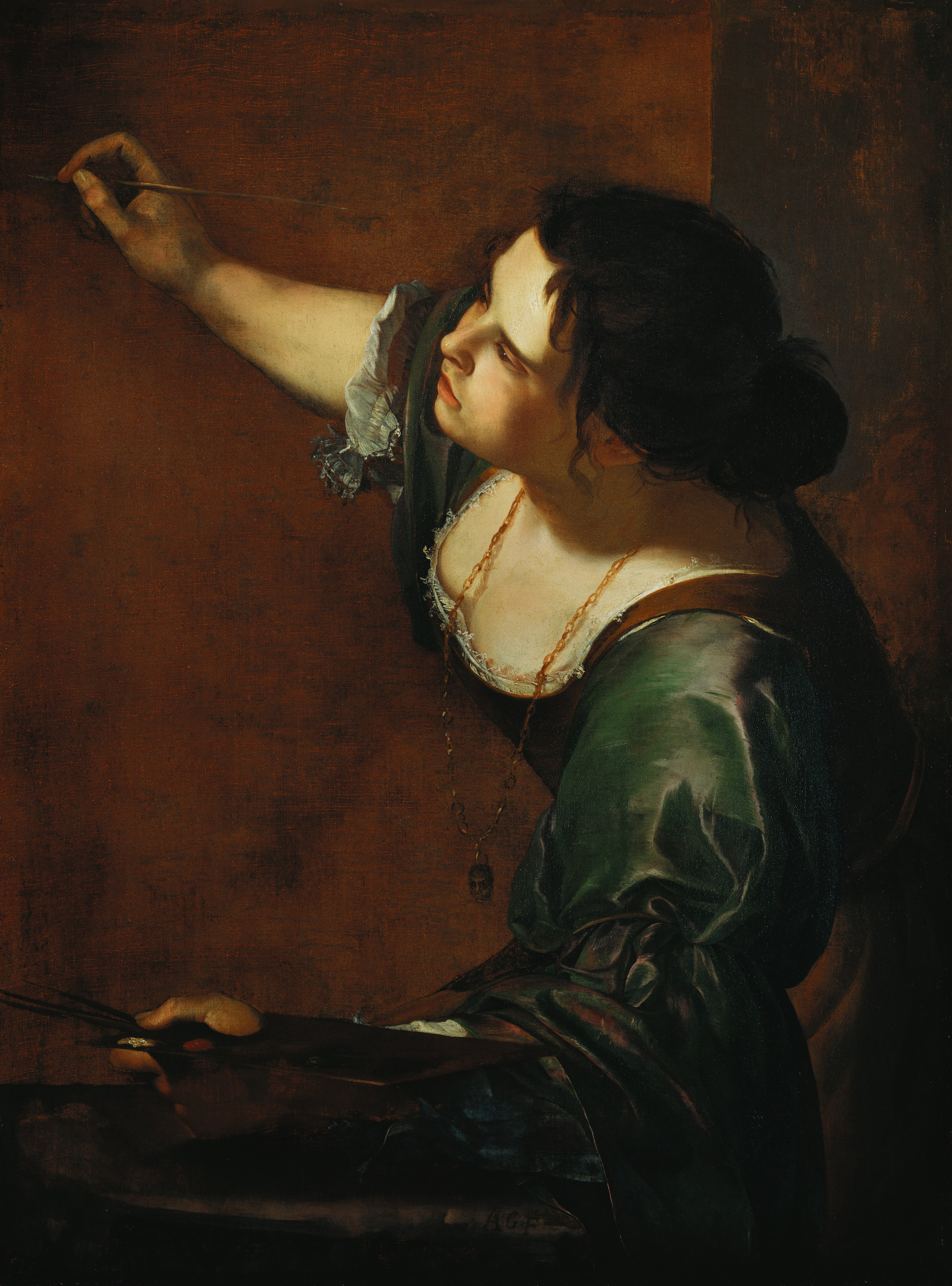
Autoportrait comme allégorie de la Peinture d’Artemisia Gentileschi (1593-1652), artiste peintre de l'école caravagesque.
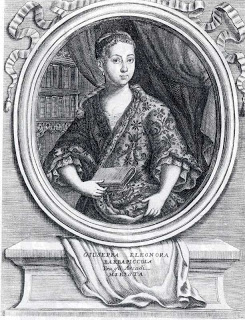
Giuseppa Eleonora Barbapiccola (1702-1740), philosophe, poète et traductrice.

### XIXesiècle

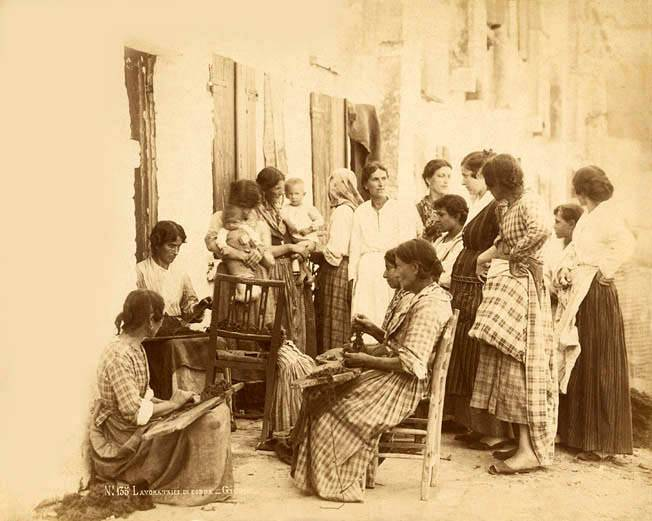
Italiennes au travail, vers 1900.

À une époque où la plupart des femmes appartiennent à la classe paysanne, la plupart d’entre elles sont analphabètes ; les femmes instruites qui savent lire et écrire sur divers aspects du féminisme se trouvent dans une position isolée. Il est nécessaire, pour obtenir des soutiens aux causes féministes, de faire appel à des femmes appartenant à tous les niveaux de la société. À partir du milieu du XIXe siècle, certaines femmes entreprenantes commencent à toucher les femmes de la classe moyenne grâce aux nouveaux médias : presse, livres grand public, et périodiques.
La loi Casati de 1859 instaure un système de formation pour les jeunes femmes comme enseignantes dans les écoles publiques ; les femmes finissent ainsi par devenir la base du système éducatif italien, et forment des associations pour défendre leurs intérêts, tels que salaires et conditions de travail. L’enseignement devient rapidement la carrière la plus accessible pour les femmes.
Anna Maria Mozzoni déclenche un mouvement de femmes largement répandu en Italie avec la publication de La femme et ses rapports sociaux à l’occasion de la révision du code italien en 1864. Il fait écho au mécontentement des femmes qui avaient participé aux luttes pour l’unification du pays lors du Risorgimento à la vue des inégalités contenus dans le nouveau code de droit civil. Le livre de Mozzoni sensibilise le public aux injustices présentes dans le Droit de la famille, discriminatoires à l’égard des femmes ; il en est de même avec la campagne de Mozoni contre la réglementation de la prostitution par l’État. Elle traduit ensuite l’essai de John Stuart Mill sur La Servitude des femmes puis, pour promouvoir le suffrage féminin, fonde la Ligue pour la promotion des intérêts des femmes à Milan en 1881.
Le Codice civile de 1865 instaure la majorité légale des femmes célibataires, le droit égal d’hériter, et, pour les femmes mariées, l’autorisation de devenir les tuteurs légaux de leurs enfants et de leurs biens si elles étaient abandonnées par leur mari.
En 1868, Alaide Gualberta Beccari fonde le journal La Donna (« La Femme »), à l’âge de 26 ans. Beccari passe la majeure partie des années 1870 et 1880 à travailler pour diffuser des informations sur le féminisme. Le périodique couvre les luttes internationales des femmes, telles que les réalisations politiques et sociales des femmes en France, aux États-Unis et en Grande-Bretagne. Les législateurs hommes font partie de son nombre croissant de lecteurs, et, en 1877, une série d’articles sur des sujets favorables à la réforme poussent 3 000 femmes à signer une pétition en faveur du suffrage des femmes.
Les femmes sont admises dans les universités italiennes en 1876 et deviennent capables de témoigner pour des actes juridiques l’année d’après.

### XXesiècle
En 1906, la juriste Teresa Labriola établit la Société nationale pour le suffrage des femmes, mais le mouvement peine à s'imposer, affaibli par les divisions entre catholiques et socialistes.
Le premier congrès national féministe d’Italie est organisé par Per la Donna (« Pour la Femme ») en 1911. Les intervenantes y demandent le droit de divorce pour les femmes et le droit de fréquenter des écoles non religieuses.
En 1919, les femmes mariées se voient accorder des droits économiques distincts, tandis que les postes publics aux niveaux inférieurs sont ouverts aux femmes.

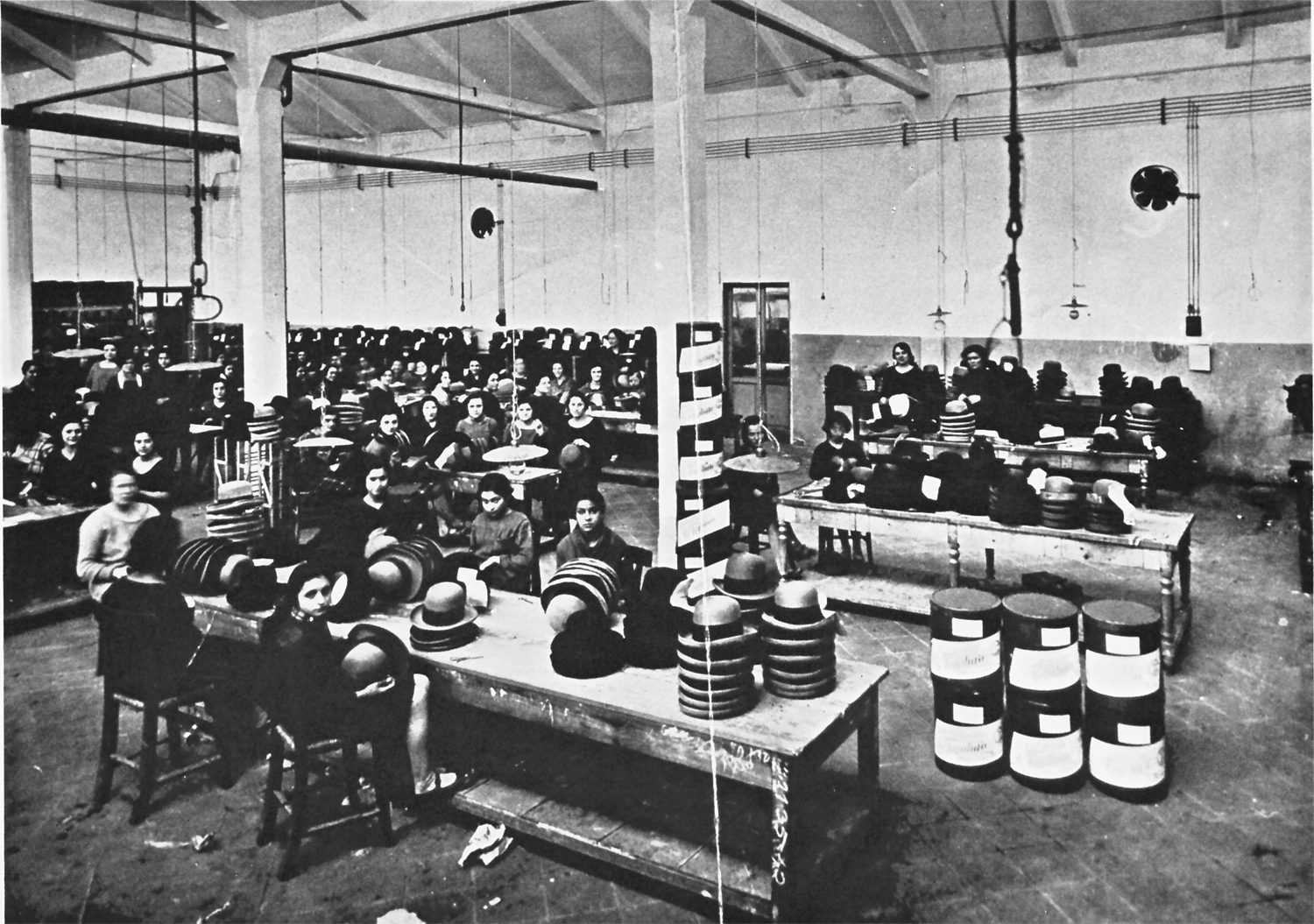
Femmes au travail dans une usine, vers 1920.

Jusqu’à presque l’avènement du fascisme, Guglielmina Ronconi et d’autres pratiquent le « féminisme social » : l’objectif est de former les femmes des classes sociales les plus défavorisées au travers d’organisations entièrement féminines qui ne s’adressent qu'aux femmes de la périphérie urbaine.

#### Les femmes dans l’Italie fasciste (1922-1945)
Le mouvement féministe est durement touché en 1922, lorsque Mussolini arrive au pouvoir et que le fascisme prend de l’ampleur dans le pays. Cette période était de manière générale antiféministe : l’idéologie fasciste définit la procréation comme étant le devoir principal de la femme. Les femmes obtiennent tout de même le droit de vote en 1925, même si celui-ci se limite aux élections locales. Ce n’est qu’en 1945 qu’elles obtiennent le droit total.

#### Le féminisme italien de l’après-guerre
Comme dans d’autres pays, les premiers groupes féministes organisés se développent en Italie au début des années 1970, dans le cadre de la deuxième vague féministe. En 1970, Carla Lonzi fonde un groupe féministe, un manifeste et la maison d'édition Rivolta Femminile.
Deux des plus grands succès du féminisme italien au cours de cette décennie sont les promulgations d’une loi sur le divorce en 1970, et d’une autre réglementant l’avortement en 1978.
En 1975, le droit de la famille est réformé afin d’éliminer l’adultère des infractions pénales passibles de poursuites, ainsi que de rendre partenaires masculins et féminins d'un mariage égaux devant la loi. En particulier, la loi no 151/1975 prévoit l’égalité des sexes dans le mariage, supprimant ainsi le domaine juridique du mari,. Ces réformes juridiques suppriment également la discrimination à l’égard des enfants nés en dehors de l'institution matrimoniale.
En 1981, la loi qui prévoyait une peine atténuée en cas de crime d'honneur est abrogée,.

#### Années 1990
En 1992, à Rome, un instructeur d’auto-école de 45 ans est accusé de viol sur une jeune fille de 18 ans qui prenait sa première leçon de conduite avec lui. L’instructeur est reconnu coupable mais la Cour de cassation annule la peine en 1998, au motif que la victime portait un jeans moulant. Elle soutient qu’un jeans moulant demande la collaboration active de la personne qui le porte pour être enlevé, et donc qu’il s’agissait d’un rapport sexuel consensuel,.
Cette décision déclenche une protestation féministe généralisée. Le lendemain de la décision, les femmes présentes au Parlement italien protestent en portant des jeans et en portant des pancartes « Jeans : un alibi pour le viol ». En signe de soutien, le Sénat californien fait de même. Patricia Giggans, directrice exécutive de la commission de Los Angeles contre les agressions contre les femmes (aujourd’hui Peace Over Violence) crée l’évènement « Denim Day », qui a lieu tous les ans depuis 1999,. En 2008, la décision de la Cour de cassation est définitivement annulée.
En 1996, l’Italie modifie la loi sur le viol en augmentant la peine pour agression sexuelle et en la reclassant d’un crime contre la moralité à un crime contre la personne.

### XXIesiècle
Le 9 janvier 2006, la loi no 7/2006 sur les « dispositifs concernant la prévention et l’interdiction des pratiques de mutilation génitale féminine » est promulguée, à la suite de cas médiatisés d’infibulation pratiqués par des médecins au sein de la communauté africaine en Italie. Elle entre en vigueur le 28 janvier de la même année. L’article 6 de la loi ajoute les articles 583-bis et 583-ter au code pénal italien, qui punissent toute pratique de mutilation génitale féminine « non justifiable pour des besoins thérapeutiques ou médicaux » avec une peine d’emprisonnement de quatre à douze ans. La peine peut être réduite si le dommage causé est faible mais peut également être augmentée si la victime est mineure ou si le crime a été commis pour le profit. La loi s’applique à toute personne résidant en Italie, et exige que tout médecin reconnu coupable voit sa licence médicale révoquée pour une durée minimale de six à dix ans.
Le féminisme italien a pris plus d’importance sous l'administration de l’ex-président du Conseil des ministres d'Italie Silvio Berlusconi, avec une attention particulière sur la non-objectification des femmes dans les programmes de la télévision nationale et dans la politique.

## Crédit d’auteurs
- (it) Cet article est partiellement ou en totalité issu de l’article de Wikipédia en italien intitulé « Femminismo in Italia » (voir la liste des auteurs).